# 万里乡 (汉源县)
万里乡，是中华人民共和国四川省雅安市汉源县曾经下辖的一个乡。2019年12月，撤销万里乡，将其所属行政区域划归安乐镇管辖。

## 行政区划
万里乡撤销前下辖以下地区：
建坪村、富泉村、坪安村、沙坪村和里坪村。